# Paracobitis ghazniensis
Paracobitis ghazniensis is een straalvinnige vissensoort uit de familie van de bermpjes (Nemacheilidae). De wetenschappelijke naam van de soort is voor het eerst geldig gepubliceerd in 1966 door Bănărescu & Nalbant.